# Doleschallia solus
Doleschallia solus är en fjärilsart som beskrevs av Hans Fruhstorfer 1912. Doleschallia solus ingår i släktet Doleschallia och familjen praktfjärilar. Inga underarter finns listade i Catalogue of Life.